# Onthophagus occipitalis
Onthophagus occipitalis là một loài bọ cánh cứng trong họ Bọ hung (Scarabaeidae).